# Dialypetalum floribundum
Dialypetalum floribundum är en klockväxtart som beskrevs av George Bentham. Dialypetalum floribundum ingår i släktet Dialypetalum och familjen klockväxter.
Artens utbredningsområde är Madagaskar. Inga underarter finns listade i Catalogue of Life.